# Undama
Undama − wieś w Estonii, w prowincji Hiuma, w gminie Pühalepa.